# وسائل التواصل الاجتماعي والانتحار

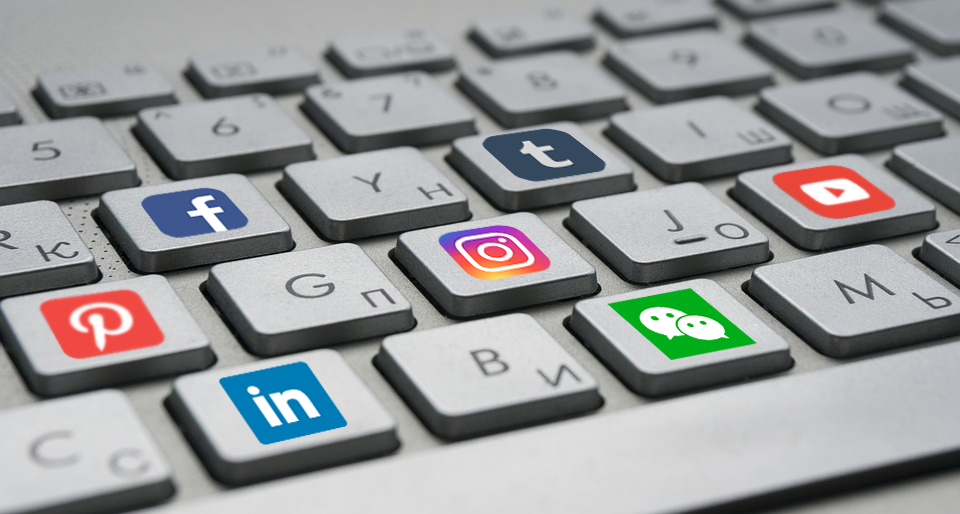
صوره تمثل وسائل التواصل الاجتماعي

تعتبر وسائل التواصل الاجتماعي والانتحار ظاهرة جديدة نسبياً تؤثر على السلوك المرتبط بالانتحار. يُعد الانتحار سبباً رئيسياً للوفاة في العالم، وبحسب منظمة الصحة العالمية فإنه في عام 2020 سيموت حوالي 1.53 مليون شخص بسبب الانتحار. تبرز أدلة متزايدة على أن استخدام وسائل التواصل الاجتماعي يؤثر على حياة الناس ويغيرها وخاصةً المراهقين، وتم تحديده على أنه ظاهرة غير فردية تتأثر بالعوامل الاجتماعية والبيئية.
وتُعد وفاة فيبي برنس واحدة من الحالات المعروفة بشكل واسع، والتي يُعتقد أنها انتحرت بسبب التنمر عبر الشبكة العنكبوتية. وترتبط مشكلة التنمر عبر الإنترنت بزيادة معدلات الانتحار (ماسون، 2008).
من التفسيرات التي ظهرت علاقة السبب والأثر بين حالات الانتحار المعلنة على وسائل التواصل الاجتماعي والأجيال الشابة التي تتأثر به، إلى جانب الأطفال الذين يتأثرون بنزعات الانتحار عبر الإنترنت، ويكمن التفسير النفسي وراء ذلك بـ «15 دقيقة من الشهرة». إن أول شخص انتحر على منصات وسائل التواصل الحالية ببث مباشر (أوسينا إيبام)، وهي امرأة تبلغ من العمر ثمانية عشر عامًا من منطقة إيقلي في ضواحي باريس، حيث قالت صراحةً: «أرغب ببث رسالة وتمريرها حول العالم حتى لو كانت صادمة للغاية».
تلجأ وسائل الإعلام إلى نشر مقاطع الفيديو ومنشورات وسائل التواصل بهدف إعلام الجمهور عن حجم المشكلة المتزايد، وهذا ربما يخلق إغراء شعبي عند المراهقين والعقول غير الناضجة، قد تؤهب وسائل التواصل لمخاطر أكبر بترويجها لأنماط مختلفة من المواد المؤيدة للانتحار والرسائل وغرف الدردشة والمنتديات، بالإضافة لذلك فإن الإنترنت لايقوم بالإبلاغ عن حوادث الانتحار فحسب، بل يوثق طرق الانتحار أيضاً (على سبيل المثال: اتفاقيات الانتحار أو الاتفاق بين شخصين أو أكثر على الانتحار في وقت معين وغالباً باستخدام نفس الوسائل الفتاكة). إن الدور الذي يلعبه الإنترنت، وخاصة وسائل التواصل الاجتماعي، في السلوك المتعلق بالانتحار هو موضوع اهتمام متزايد.

## مخاطر وسائل التواصل الاجتماعي
تعتبر وسائل التواصل الاجتماعي ظاهرة جديدة نسبيًا اجتاحت العالم خلال العقد الماضي. هناك أدلة متزايدة حول تعزيز الإنترنت ووسائل التواصل الاجتماعي للسلوك المتعلق بالانتحار. قد يتسبب استخدام الإنترنت مزيداً من التعرض للمحتوى المرئي والذي بدوره يؤدي إلى التنمر عبر الإنترنت. خلال السنوات العشر الماضية تسبب التنمر عبر الإنترنت إلى كثير من حالات إيذاء النفس والانتحار (مارشانت) الانتحار مشكلة صحية عامة كبيرة، فعدد الوفيات بالانتحار في الولايات المتحدة الأمريكية يصل إلى 30,000 وفاة كل عام، وتصل إلى مليون حالة وفاة تقريباً في جميع أنحاء العالم.
في استعراض لسلسلة من حالات الانتحار قام الباحثون بالنظر لوثائق من تحقيقات الطب الشرعي لقضايا الوفيات المشتملة على عنصر إيذاء النفس بين عامي 2011 -2013، أوحت الأدلة المستقاة من هذا الاستعراض بأن الفئة العمرية الأكثر تأثراً بالارتباط بين استخدام وسائل التواصل الاجتماعي والانتحار أكبر مما كان يُفترض في السابق، حيث في دراسة صغيرة لتحقيقات الطب الشرعي وجد أن دليل وسائل التواصل الاجتماعي كان مرجحاً ليرد في التحقيق في حالات عمر المتوفي فيها أكبر من 45 سنة أكثر من الأعمار الأقل. مع ذلك فإن النتائج غير واضحة وقد تعكس فقط الزيادة في استخدام وسائل التواصل الاجتماعي، تظهر النتائج أيضًا أن أقل من 20٪ من مستخدمي فيسبوك يزيد عمرهم عن 45 عامًا، مما يتناقض مع التركيبة السكانية للمجموعة الفرعية لوسائل التواصل الاجتماعي. وبالنظر إلى أعمار الحالات التي تم تحديدها في هذا الاستعراض فإن هناك حاجة إلى مزيد من الأبحاث لمعرفة سن المستخدمين. من المهم جدًا إجراء المزيد من الدراسات لمعرفة المعدل العمري لأكثر الأشخاص تأثراً بوسائل التواصل والانتحار للمعالجة والتدخل بأفضل الطرق. أحد المخاطر التي كانت أكثر انتشاراً خلال السنوات الماضية هي التحديات الانتحارية من «الألعاب» الإلكترونية مثل: مومو، وتحدي الحوت الأزرق، وأخرى تخدع الأشخاص بالتورط بالانتحار بعد أداء عروض مختلفة.

## تأثير المواقع المؤيدة للانتحار ولوحات الرسائل وغرف الدردشة والمنتديات
إن منصات التواصل الاجتماعي مثل: غرف الدردشة والمدونات مثل: (تمبلر وريديت)، ومواقع الفيديو مثل: (يوتيوب)، ومواقع الشبكات الاجتماعية مثل: (تويتر وفيسبوك وماي سبيس وجوجل)، بالإضافة للتواصل النصي ومحادثات الفيديو. غيرت الطرق التقليدية للتواصل من خلال السماح بالمشاركة الفورية والتفاعلية للمعلومات التي قام الأفراد والمجموعات والمنظمات والحكومات بإنشائها والتحكم فيها. اعتبارًا من الربع الثالث من عام 2015، بلغ عدد المستخدمين النشطين شهريًا في فيسبوك 1.55 مليار،  وتتوفر كمية هائلة من المعلومات حول موضوع الانتحار على الشبكة العنكبوتية وعبر وسائل الإعلام الاجتماعية والتي قد تؤثر في السلوك الانتحاري، سواءً بشكل سلبي وإيجابي.
قد يستخدم المساهمون في منصات التواصل الاجتماعي هذه ضغط الأقران لارتكاب الانتحار وتمجيد المنتحرين وتسهيل اتفاقيات الانتحار، وذكرت هذه المواقع المؤيدة للانتحار مايلي: على سبيل المثال، في لوحة رسائل يابانية في عام 2008 تم نشر أن الشخص يمكن أن يقتل نفسه بنفسه باستخدام غاز كبريتيد الهيدروجين. وبعد فترة وجيزة حاول 220 شخصًا الانتحار بهذه الطريقة ونجح 208 منهم في ذلك (بيدل وآخرون)  Biddle et al.
وقد أُجرِي بحثًا منهجيًا على الويب عن 12 مصطلحًا مرتبطًا بالانتحار مثل: (الانتحار، طرق الانتحار، كيفية قتل نفسك، وأفضل طرق الانتحار) لتحليل نتائج البحث، ووُجد أن المواقع المؤيدة للانتحار وغرف الدردشة التي تناقش القضايا العامة المرتبطة بالانتحار تقع في الغالب ضمن النتائج القليلة الأولى من البحث.(ريكوبيرو وآخرون) أجريت دراسة لفحص المواقع ذات الصلة بالانتحار والتي يمكن العثور عليها باستخدام محركات البحث على الشبكة العنكبوتية، ومن أصل 373 موقعاً على الشبكة العنكبوتية، كان 29٪ منها ضد الانتحار و11٪ منها مؤيدًا للانتحار بينما 31٪ منها محايد، وقد أظهرت هذه الدراسات أن الحصول على معلومات مؤيدة للانتحار أو معلومات مفصلة عن طرق الانتحار عبر الشبكة العنكبوتية أمر سهل للغاية. بالرغم من نظرة الرأي العام إلى لوحات الرسائل على أنها ضارة إلا أن الدراسات التالية تُظهر أنها ترفض الانتحار ولها تأثيرات إيجابية. قامت دراسة قائمة على تحليل المحتوى بدراسة جميع المنشورات في المنتدى الانتحاري على موقع AOL على مدى 11 شهراً، وخلصت إلى أن معظم الردود تحتوي على مشاركات إيجابية ومتعاطفة ومسانِدة (ايتشنبرج، 2008) ثم تمكنت دراسة متعددة الأساليب من إثبات أن مستخدمي هذه المنتديات قد تعرضوا لقدر كبير من الدعم الاجتماعي وقدر بسيط فقط من الضغط الاجتماعي. وأخيرًا، طُلب من المشاركين في الاستطلاع تقييم مدى أفكارهم الانتحارية على مقياس مكون من 7 مستويات (ابتداءً من الصفر والذي يعد بلا أي أفكار انتحارية  إلى 7 والذي يعد بأفكار انتحارية قوية جدًا) ابتداءً من قبل زيارتهم الأولى للمنتدى مباشرةً إلى وقت إجراء الدراسة (ايتشنبرج، 2008). وجدت الدراسة انخفاض كبير بعد استخدام المنتدى ومع ذلك، لا يمكن للدراسة أن تجزم أن المنتديات هي السبب الوحيد للتناقص ولكنها قد  تقلل من عدد حالات الانتحار.
ومن الأمثلة على الدور الذي يمكن أن تلعبه وسائل التواصل الاجتماعية في الانتحار، حالة شاب مراهق وصل إلى قسم الطوارئ برفقة والديه بعد تناول جرعة زائدة من الدواء وكان قبل ذلك قد أرسل لصديقته السابقة صورة سناب شات له وهو يحمل زجاجة من عقار الاسيتامينوفين والتي أرسلت لوالديه، استخدم الخبراء الطبيين هذه الصورة لتحديد وقت تناوله للدواء وحددوا الدواء بأنه أسيتيل سيستئين وقد تناوله عن طريق الفم، ونقل إلى مركز رعاية الأطفال حيث تلقى العلاج والتقييم نفسي. في عام 2013 كان السبب الرئيسي لسبعة حالات انتحار لمراهقين هو رسائل كراهية مجهولة تم تلقيها على برنامج آسك إف إم.

## التنمر الإلكتروني
يُعد الانتحار السبب الرئيسي الثالث للوفاة لدى الشباب الذين تتراوح أعمارهم بين 10-24سنة. يستخدم مصطلح «التنمر الإلكتروني» لتوضيح أن الانتحار قد يكون بشكل مباشر أو غير مباشر عن طريق التنمر عبر الإنترنت (نابوليتانو، 2013) يعتبر  التسلط عبر الشبكة العنكبوتية والمضايقة الإلكترونية طريقتان سائدتان تؤديان إلى الانتحار.
في الماضي كان المتنمرون بحاجة إلى مكان فعلي لمضايقة الضحية، ولم يكن هذا هو الحال في القرن الحادي والعشرين لأن لدى المتنمرين الآن وسائل إضافية مثل وسائل التواصل الاجتماعي لمضايقة الضحايا وغالباً ما تكون دون عواقب (ماسون، 2008).
يشير التنمر عبر الشبكة العنكبوتية عادةً إلى استهداف الطفل أو المراهق عمدا وبشكل متكرر عن طريق طفل أو مراهق آخر، سواء كان بتهديدات أو مضايقات أو إهانة أو إحراج عن طريق الهواتف الخلوية أو تقنيات الإنترنت مثل البريد الإلكتروني أوالرسائل النصية أو مواقع الشبكات الاجتماعية أو المراسلة الفورية. إن للتنمر عبر الإنترنت شكل مختلف عن الأنماط التقليدية للتسلط لحقيقة أن الشخص لا يقطع اتصاله بوسائل التواصل أبداً ويبقى معرضاً للإزعاج، وبالتالي أصبح مصدر خطر كبير لكل مستخدمي الإنترنت. تشير المضايقات الإلكترونية أو المطاردة على الإنترنت عادةً إلى هذه الإجراءات ذاتها عندما تشمل البالغين. يمكن لشبكات التواصل الإلكتروني توفير قدر معين من الحماية لخصوصية المستخدمين، بغض النظر عن التدابير الأمنية، وهذا مايتجاهله المستخدمون الأصغر سناً عادةً. يعتبر التنمر الإلكتروني شأناً صحياً رئيسياً للمراهقين المعرضين له كما اعتبر تهديداً صحياً رئيسياً للمصابين بالصدمة من قبل المستخدمين الآخرين لوسائل التواصل الاجتماعي. إن تواجد الناس على مواقع مثل فيسبوك أو انستغرام يجعلهم معرضين للمضايقات من المفترسين الإلكترونيين. نظرًا لوجود كم هائل من المعلومات الشخصية المتوفرة على هذه المواقع، فقد ارتفعت المخاوف من إمكانية وصول مرتكبي الجرائم الجنسية إلى هذه المواقع وقد يحاولون باستخدام هذه المعلومات الشخصية المعروضة كسب ثقة المستخدم، مما يجعل المستخدم عرضة للهجمات والإغراء أو الاستمالة الجنسية، وقد يتمكن المجرمين بعد ذلك من إغراء المستخدمين وجهاً لوجه حيث يعرضونهم للتحرش أو الاعتداء الجنسي. (ميتشل وآخرون، 2008). أشارت مراجعة للبيانات التي تم جمعها بين عامي 2004-2010 عبر الدراسات الاستقصائية إلى أن معدلات إيذاء التنمر على الإنترنت قد تراوحت بين 20.8٪ و 40.6٪ وتراوحت معدلات الإساءة من 11.5٪ إلى 20.1٪.
تجري بعض الولايات في الولايات المتحدة الأمريكية تعديلات على الهيئة التشريعية لردع ومكافحة التنمر على الإنترنت. ففي بعض الولايات مثل كاليفورنيا، إذا ثبتت إدانة الشخص بالتنمر على الإنترنت فإنه سيتعرض لعقوبة الغرامة المالية أو السجن. وفي حالة خاصة في ولاية فلوريدا ألقي القبض على مراهقتين بعد أن اتهمتا بالتنمر الإلكتروني على طالبة أخرى. حيث قتلت الضحية نفسها شنقا في خزانة ملابسها. وأشار المحققون إلى أن المحفز على الانتحار كان التنمر الإلكتروني الممارس من الشابتان. وفي وقت لاحق اتهمت الفتاتان بالمطاردة الإلكترونية. في عام 2015 قتلت سادي ريجز (شابة من ولاية بنسلفانيا) نفسها بسبب التنمر والمضايقة الالكترونية التي تتعرض لها في المدرسة بسبب شكلها. تواصلت عمة سادي (سارة سميث) مع الشرطة وشركات التواصل الاجتماعي ومدرسة سادي على أمل وضع حد للتنمر الإلكتروني. لم توجه أي تهمة إلى من تسبب بالتنمر على سادي. اتخذ بعض الآباء إجراءات وتابعوا ما ينشره أطفالهم على وسائل التواصل الاجتماعي وفي بعض الحالات تحكموا فيما يمكن لأطفالهم استخدامه. إن هذه الإجراءات لن تمنع الأطفال والمراهقين من الوصول إلى وسائل التواصل الاجتماعي لكنها تمنعهم من الاستخدام المستمر لها. أيضاً لن تجعلهم في معزل عن الأفكار الانتحارية أو حتى أفعال الانتحار لكنها تجعل الآباء في حالة تأهب وقد تكون سبباً في حال نشر أفكار انتحارية.

## تأثير العدوى الإعلامية
يمكن النظر إلى عدوى الانتحار ضمن السياق الأوسع للعدوى السلوكية، والذي تم وصفه بأنه الوضع الذي ينتشر فيه نفس السلوك بسرعة وعفوياً ضمن مجموعة معينة (جولد وجيمسون ورومر، 2003)، والأشخاص الأكثر عرضة لعدوى الانتحار هم أولئك الذين تقل أعمارهم عن 25 سنة.
في دراسة حديثة أجراها دنلوب وآخرون  فحص فيها وبشكل محدد آثار العدوى المؤدية للانتحار عبر الإنترنت ووسائل التواصل الاجتماعي، ومن بين 719 شخصًا تتراوح أعمارهم بين 14-24 عامًا، ذكر 79٪ منهم أنهم تعرضوا لمحتوى متعلق بالانتحار من خلال العائلة والأصدقاء ووسائل الإعلام التقليدية مثل الصحف، ووجد 59٪ منهم نفس المحتوى من خلال مصادر الإنترنت. قد تشكل هذه المعلومات خطرًا على المجموعات الضعيفة التي قد تتأثر وتلجأ للانتحار، قد تعزز التعاملات عبر غرف الدردشة أو منتديات المناقشة من ضغط الأقران على المستخدمين للموت عن طريق الانتحار وتشجيعهم عن طريق إلهامهم بأولئك الذين انتحروا من قبل أو تسهيل اتفاقيات الانتحار، وفي الآونة الأخيرة كان هناك ميل لإنشاء صفحات على وسائل التواصل الاجتماعي للتذكار تكريما لشخص متوفى في نيوزيلندا، فقد تم إنشاء صفحة تذكارية بعد أن انتحر شخص ما، مما أدى إلى انتحار ثمانية أشخاص آخرين بعد ذلك، وهذا دليل على قوة تأثير العدوى الإعلامية.